# Poa fauriei
Poa fauriei är en gräsart som beskrevs av Eduard Hackel. Poa fauriei ingår i släktet gröen, och familjen gräs. Inga underarter finns listade i Catalogue of Life.